# Моства (приток Ужа)
Моства — правый приток реки Уж, протекающий по Коростенскому району (Житомирская область).

## География
Длина — 12 или 27 км. Площадь бассейна — 101 км². Скорость течения — 0,1.  Является магистральным каналом осушительной системы, созданной в верховье реки. Служит водоприёмником системы каналов, примыкающей у истоков реки. Русло в среднем и верхнем течении выпрямлено в канал (канализировано) шириной 6-10 м и глубиной 1,2-2 м. На реке в нижнем течении (между сёлами Ходаки и Купеч) создано водохранилище, где каменно-земляная плотина длиной 380 м и шириной 6 м, с отметками 164,8 и 160,2 верхнего и нижнего уровней воды  
Берёт начало от каналов в селе Йосиповка. Река течёт на северо-запад, в приустьевой части — северо-запад. Впадает в реку Уж (на 159-м км от её устья) восточнее села Бехи. 
Пойма очагами занята лесами, болотами и лугами. 
Населённые пункты на реке (от истока к устью):
Бывший Малинский район
1. Йосиповка
2. Липляны

Коростенский район — Коростенская городская община
1. Каленское
2. Зубовщина
3. Горбачи
4. Купеч